# Ilse Essers

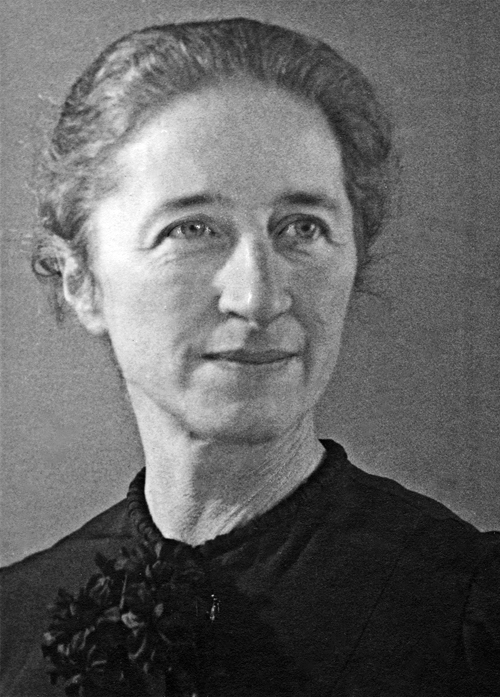
Ilse Essers, 1941

Ilse Essers, geboren als Ilse Kober (* 24. September 1898 in München; † 18. Februar 1994 in Aachen) war eine deutsche Ingenieurin, die durch ihre Erkenntnisse und Erfindungen wesentliche Grundlagen im Bereich der Luftfahrttechnik, Baukonstruktion und dem Maschinenbau schuf.

## Leben

### Kindheit und Jugend
Ilse Essers (geborene Kober) kam als zweites von fünf Kindern der Eheleute Anna Kober (geborene Boeltz) und Theodor Kober in München zur Welt. Schon in ihrer Schulzeit zeigte sich eine deutliche Begabung für Mathematik und Naturwissenschaft. Durch ihren Vater, der als Ingenieur für Graf Zeppelin an der Entwicklung von dessen erstem Luftschiff arbeitete, kam sie bereits während ihrer Kindheit mit der Luftfahrt und der Luftfahrttechnik in Berührung.
Als sie neun Jahre alt war, zog die Familie nach Friedrichshafen, wo ihr Vater im Jahr 1912 das Unternehmen Flugzeugbau Friedrichshafen gründete. Mit 15 Jahren wurde sie auf Anraten ihrer Mutter und mit der Aussicht, manchmal mitfliegen zu dürfen, Zeichenlehrling im Konstruktionsbüro ihres Vaters. „Fliegen war für uns Kober-Kinder der Inbegriff alles Schönen, alles Erstrebenswerten.“:15
Nach ihrer Lehrlingszeit arbeitete sie zunächst weiterhin als Technikerin im Flugzeugbau Friedrichshafen und war schon bald darauf bei Testflügen für die Geschwindigkeits- und Steigleistungsmessungen verantwortlich.

### Studium und Diplomarbeit
Das Ende des Ersten Weltkriegs 1918 brachte das Auftragsende für Flugzeuge im Friedrichshafener Flugzeugbau mit sich. Die bis dahin halbfertigen Flugzeuge wurden für den Passagier-Flugverkehr umgebaut und ins Ausland verkauft. Zur Aufnahme eines Studiums holte Ilse Essers an einer Stuttgarter Privatschule im Jahre 1919 das Abitur nach. Ihre ursprüngliche Absicht, Maschinenbau mit der Spezialisierung auf den Flugzeugbau zu studieren, konnte aufgrund des durch die Siegermächte ausgesprochenen Flugzeugbauverbotes nicht weiter verfolgt werden. Sie nahm stattdessen das Studium für Physik und Mathematik an der Universität in München auf. Als ihr die Vorlesungen dort nicht gefielen, wechselte sie an die TH in München und studierte dort Technische Physik.
Geldmangel während der Inflation zwang Ilse Essers im Oktober 1922 dazu, nach Einnahmequellen zu suchen. Hierzu hatte sie ihre Überlegungen zur „Stegbeanspruchung von Biegungsträgern“:52 in Schriftform gebracht. Sie reichte ihre Niederschrift bei ihrem Professor ein, bei dem sie ihre Vorexamensprüfung in Festigkeitslehre mit „sehr gut“ abgelegt hatte und hoffte auf eine Stelle als Hilfsassistentin. Sie erhielt eine Absage mit dem Kommentar zu ihren Gedanken: „Ach das ist Unsinn. Lesen Sie meine Bücher, darin steht alles.“:52
Darauf begann sie, in einer Buchhandlung zu arbeiten. Kurze Zeit später fand sie eine Stelle als Zeichnerin bei den Deutschen Werken im Konstruktionsbüro. Wenig später bewarb sie sich zeitgleich mit ihrem Vater bei den „Caspar-Werken“ in Travemünde, das Techniker für sein Flugzeugwerk suchte, und bekam die Stelle. Ihr Vater wurde technischer Direktor, dem sie somit wieder unterstellt war. Das Werk ging jedoch wenige Zeit später in Insolvenz.
1924 bewarb sie sich als Flugzeugkonstrukteur in Theodore von Kármáns Institut in Aachen und bekam eine Stelle als Hilfsassistentin im Aerodynamischen Institut. Ihrem Leiter erklärte sie ihre Theorie über die Stegbeanspruchung von Biegungsträgern, die von ihrem vormaligen Professor als Unsinn betrachtet wurde. Jener gab ihren Ausführungen Recht und forderte sie auf, ihre Gedanken als Aufsatz niederzuschreiben, damit er ihn in der Zeitschrift für Flugtechnik und Motorluftschiffahrt (ZFM) veröffentlichen lassen und als Diplomarbeit anerkennen könnte. Ihr Ziel war es, einen „für jeden Ingenieur verständlichen Aufsatz zu schreiben. […] Diesen Grundsatz habe ich auch später immer befolgt.“:62
Sie konstruierte gemeinsam mit Theodor Bienen das Motorflugzeug FVA-6 der Flugwissenschaftlichen Vereinigung Aachen.
1926, nachdem sie das Diplom als Ingenieur zugesprochen bekam, zog sie nach Berlin, um dort in der Deutschen Versuchsanstalt für Luftfahrt (DVL) als Assistentin der Abteilung Aerodynamik zu arbeiten. Sie entdeckte den Massenausgleich an beweglichen Flügelklappen und Flügelrudern zur Verhinderung von angefachten Flügelschwingungen und erhielt dafür 1929, als erste Frau in der dortigen Fakultät Maschinenwesen, von der Technischen Hochschule Berlin den Doktortitel.

### Zeit als Hausfrau
Am 18. September 1928 heiratete sie in Lübeck den Ingenieur Ernst Essers (1901–1969), Sohn des gleichnamigen Bauunternehmers in Aachen. Ihren Mann hatte sie während ihrer Zeit in Aachen kennengelernt. Ernst Essers hatte verschiedene Posten bei der Reichswehr und später bei der Wehrmacht. Dies führte die Familie für einige Jahre jeweils nach Berlin, Wünsdorf, Stahnsdorf und wieder nach Berlin. In diesen Jahren kamen vier Kinder (ein Sohn und drei Töchter) zur Welt. Der Sohn Ulf Essers (1930–2023) war von 1971 bis 1998 Leiter des Instituts für Verbrennungsmotoren und Kraftfahrwesen an der Universität Stuttgart sowie Vorstandsvorsitzender des FKFS.
Nach dem Zweiten Weltkrieg zog die Familie zurück nach Aachen. Dort war Ilse Essers Mann Professor an der RWTH Aachen und Leiter des Instituts für Kraftfahrzeuge. Der 68-jährige Ernst Essers verstarb unerwartet am 5. September 1969.
Nachdem Ilse Essers ihre Arbeit Über gekoppelte Schwingungen an Lastzügen:85 abgeschlossen hatte, konzentrierte sie sich auf das Schreiben ihrer drei Biografien über Max Valier, Hermann Ganswindt und Prinz Heinrich von Preußen.
Am 18. Februar 1994 verstarb Ilse Essers in Aachen im Alter von 95 Jahren und wurde neben ihrem Mann auf dem Aachener Waldfriedhof begraben.

## Leistungen

### Doktorarbeit – „Untersuchung von Flügelschwingungen im Windkanal“
Ein Kunstflieger bei Schauflugtagen teilte der DVL (Deutsche Versuchsanstalt für Luftfahrt) mit, dass bei großer Fluggeschwindigkeit Flügelschwingungen auftreten und es dadurch zu Flügelbrüchen komme.
1926 wurde Ilse Essers bei der DVL technische Hilfskraft der beiden Mathematiker, die für das Phänomen der Flügelschwingungen eine mathematische Formel gefunden hatten und nun dabei waren, die Eigenschwingungszahlen von Flügeln (Tragflächen) an einer Prüfstation zu messen. Die Aufgabe der beiden war es, die Fluggeschwindigkeit zu berechnen, bei der es zu Flügelschwingungen und dadurch zu Flügelbruch kommt. Ilse Essers hatte die Aufgabe, Experimente an kleinen Modellflügeln im Windkanal durchzuführen. Zu dieser Zeit wurden solche Versuche mit Kinoapparaten (eine Art Filmkamera, die eine Folge von Einzelbildern auswirft) festgehalten. Da dies aber zu zeitintensiv für sie war, baute sie sich einen einfachen Schwingungsschreiber, der ihre Messungen als Linien auf Papier wiedergab. In ihren Experimenten stellte sie fest, dass in der mathematischen Formel nicht der Einfluss des Querruders berücksichtigt war und dementsprechend erweitert werden musste, was den beiden Mathematikern auch gelang. In neuen Versuchen verwendete sie nun Modellflügel mit Querruder.
Bei einer Windgeschwindigkeit von 28,2 m/s begannen die angefachten Schwingungen der Modellflügel. Ihre Überlegung war es seit längerem, „das Schwingungsverhalten zu beeinflussen, indem ich den Schwerpunkt des Querruders vor die Ruderachse trimme.“:67
In weiteren Versuchen bestätigte sich ihre Überlegung, und bis zu einer Geschwindigkeit von 39,3 m/s (Leistungsgrenze der Motoren zur Erzeugung des Windstroms) kam es zu keinen angefachten Flügelschwingungen. Auch andere, leicht abgewandelte Versuche bestätigten, dass eine Änderung des Schwerpunktes des Querruders Einfluss auf das Resonanzgebiet hat.
Als sie dem obersten Direktor der DVL die Ergebnisse ihrer Versuche zur Verhinderung von Flügelschwingungen vorstellte, erkannte dieser sofort die Relevanz für den Flugzeugbau. Da er auch Vorlesungen an der TH Berlin über Flugzeugbau hielt, bat er sie, eine Ausarbeitung ihrer Gedanken zu verfassen, um sie ihm als Doktorarbeit einzureichen.
Ihre Erfindung des Massenausgleiches an beweglichen Ruderflächen gegen angefachte Flügelschwingungen reichte sie ebenfalls bei einem wissenschaftlichen Preisausschreiben der Wissenschaftlichen Gesellschaft für Luftfahrt (WGL) zu dem Thema „Arbeiten über Verbesserungen der Festigkeit von Flugzeugen“:67 ein und erhielt ein Preisgeld in Höhe von 1200 RM (ihr monatliches Gehalt lag damals bei 450 RM).

### „Die Gestaltung des Baderaums im sozialen Wohnungsbau“
Etwa zu Beginn des Zweiten Weltkrieges reiften bei der NS-Regierung Pläne über einen großangelegten Sozial-Wohnungsbau nach dem Endsieg. Ilse Essers wurde gebeten, dem Plan sozialer Wohnungsbau beratend zur Seite zu stehen, da sie zuvor schon im Bereich Wärmedämmung einige Ideen hatte. Bei der Streitfrage, ob eine Badewanne oder nur eine Duschkabine im Bad eingebaut werden sollte, soll Hitler die Duschkabine bevorzugt haben. Ilse Essers hingegen, sowie ihr Kinderarzt und alle Mitarbeiter des Projektes, die Eltern waren, waren jedoch der Meinung, dass man für Kinder eine Badewanne brauche. Daher wurde der Einbau einer Badewanne in die Badezimmer beschlossen, da „der Führer in diesem Fall nicht Fachmann“ war.:78
Bei der Frage, welche Badewanne einzubauen ist, lehnte sie die üblichen Badewannen mit vier Füßen ab, da der Boden darunter zu schwer zu säubern war. Auch tiefliegende, eingemauerte Badewannen wurden nicht in Erwägung gezogen, da man dort zu weit abstand, was Rückenschmerzen verursachte. Ihre Idee war nun, eine höherliegende, eingemauerte Badewanne mit einer Aushöhlung für die Füße vorzusehen. 1942 verfasste Ilse Essers darüber den Aufsatz Die Gestaltung des Baderaumes im sozialen Wohnungsbau.:79

### „Über gekoppelte Schwingungen an Lastzügen“
In einem der Gerichtsprozesse, bei denen ihr Mann Gutachter war, ging es um einen Lastwagen, dessen mit schweren Beton-Röhren überladener Anhänger sich während der Fahrt los riss und in den Gegenverkehr prallte. Es war nun die Frage zu klären, ob eine fehlerhafte Konstruktion des LKW-Rahmens mit der Befestigung der Anhängerkupplung vorlag oder die Überladung Schuld an dem Losreißen des Anhängers war. In ersten Versuchen stellte Ernst Essers fest, dass unbekannte Kräfte während der Fahrt auf die Deichsel einwirkten. Seine Vermutung war, dass es sich dabei um Schwingungen handelt, und da Ilse Essers Schwingungsforscherin bei der DVL war, bat er sie, die Aufgabe zu lösen.
Nach diversen Versuchen stellte sie fest, dass nicht nur Längsschwingungen und Auswirkungen der Motorzugkraft die Deichselkräfte entstehen lassen, sondern vor allem Nickschwingungen, die durch die Verteilung der Ladung auf dem Anhänger beeinflusst werden. Über diese Erkenntnisse schrieb sie 1956 die Arbeit Über gekoppelte Schwingungen an Lastzügen, die in der Zeitschrift für Flugwissenschaften veröffentlicht wurde.

## Ehrungen
In Gedenken an Ilse Essers und ihre Leistungen wurde im Jahr 2004 von der Zeppelin-Stiftung der Dr.-Ilse-Essers-Preis ins Leben gerufen. Der Preis wird seitdem jährlich an die beste weibliche Absolventin der Dualen Hochschule Baden-Württemberg Ravensburg vergeben. Nach ihr ist die Ilse-Essers-Straße Am Oberwiesenfeld im Münchner Stadtteil Milbertshofen-Am Hart benannt.

## Zentrale Werke

### Max Valier
Der Astronom Max Valier, der als Erster die Bedeutung der elementaren Raketentheorie für die Weltraumfahrt von Hermann Oberth erkannte, übernahm die technische Entwicklung zu dieser Theorie. Seine Hoffnung war es, dass mit der Weltraumfahrt kosmische Rätsel gelöst würden. Er begann mit dem Bau von Bodenfahrzeugen sowie ersten Flugzeugen mit Pulverraketenantrieb. Es folgten Rückstoßmotoren für Strahlflugzeuge mit flüssigem Brennstoff und später die Weltraumrakete. Nach der Anfertigung der ersten Brennkammer für flüssigen Kraftstoff, starb Max Valier am 17. Mai 1930 im Alter von 35 Jahren bei einer Explosion der Versuchseinrichtung.
Ilse Essers lernte Max Valier nach dem Abbruch ihres Physikstudiums kennen, als sie in einer Münchener Buchhandlung arbeitete. In den 1950er Jahren begannen die Zeitungen über die Experimente und Errungenschaften der gerade erst beginnenden Raumfahrt zu berichten. Da Max Valier zu dieser Zeit jedoch schon verstorben war und Ilse Essers seine Bedeutung für die Weltraumfahrt nicht in Vergessenheit geraten lassen wollte, entschloss sie sich eine Biografie über ihn zu schreiben, mit dem Titel: Max Valier, Ein Vorkämpfer der Weltraumfahrt, 1895–1930, die 1968 beim VDI-Verlag erschien.

### Hermann Ganswindt
Hermann Ganswindt, der als Erster den Rückstoßantrieb für die Raumfahrt entworfen hat, plante u. a. Luftfahrzeuge, deren Aufgabe es sein sollte, ein Weltenfahrzeug bis zum Äußersten der Erdatmosphäre zu transportieren.
In Andenken an Hermann Ganswindt und seine Erfindungen verfasste Ilse Essers eine Biografie mit dem Titel: Hermann Ganswindt, Vorkämpfer der Raumfahrt mit seinem Weltenfahrzeug seit 1881 über ihn, die 1977 ebenfalls vom VDI-Verlag herausgebracht wurde. Über ihre Intention zu diesem Buch schrieb sie: „Wie hoch geehrt ist Ziolkowski in Rußland, hingegen sein Zeitgenosse Ganswindt ist in Deutschland ganz vergessen. Das muß anders werden.“:90

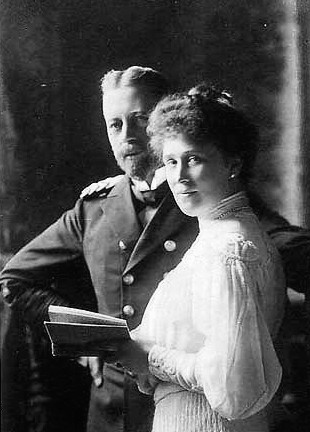
Prinz Heinrich mit seiner Gattin Irene

### Prinz Heinrich von Preußen, Admiral und Flieger
Da Ilse Essers nach dem Tod des Prinzen Heinrich von Preußen über Jahre hinweg vergebens nach einer Biografie über ihn suchte, beschloss sie im Andenken an ihn dies nachzuholen und sein Leben niederzuschreiben.
Ilse Essers begegnete dem Prinzen diverse Male in ihrem Leben, da Prinz Heinrich von Preußen es sich u. a. zur Aufgabe machte, die Fliegerei und Segelfliegerei in Deutschland zu fördern.

### Technik an meinem Lebensweg
In ihrem Buch „Technik an meinem Lebensweg – Als Frau und Ingenieur in der Frühzeit der Luftfahrttechnik“ erzählt Ilse Essers von Begegnungen in ihrem Leben mit der Technik und über die mit ihrem Leben verknüpfte Technikgeschichte.

## Schriften
- Peter F. Selinger (Hrsg.): Technik an meinem Lebensweg: Als Frau und Ingenieur in der Frühzeit der Luftfahrttechnik. Weishaupt, Graz 1988, ISBN 3-900310-44-0; zweite, erweiterte und überarbeitete Auflage, Weishaupt, Graz 2004, ISBN 978-3-7059-0201-5.
- Hermann Ganswindt: Vorkämpfer der Raumfahrt mit seinem Weltenfahrzeug seit 1881. VDI, Düsseldorf 1977, ISBN 3-18-150026-7.
- Max Valier, Ein Vorkämpfer der Weltraumfahrt, 1895–1930. VDI, Düsseldorf 1968 / Max Valier. Ein Pionier der Raumfahrt, Athesia, Bozen 1980, ISBN 88-7014-138-1.
- (mit Ernst Essers, J. Klein): Deichselkräfte an Lastzügen. Institut für Kraftfahrwesen der Technischen Hochschule Aachen / Westdeutscher Verlag, Köln / Opladen 1957.
- Untersuchung von Flügelschwingungen im Windkanal. Dissertation zur Erlangung der Würde eines Doktor-Ingenieurs der Technischen Hochschule zu Berlin vorgelegt am 8. November 1928 von Dipl.-Ing. Ilse Essers, genehmigt am 16. Januar 1929.